# Joaquín Maurín
Joaquín Maurín Juliá (Bonansa, Huesca, 12 de enero de 1896-Nueva York, 5 de noviembre de 1973) fue un político español, dirigente sucesivamente de la Confederación Nacional del Trabajo (CNT), la Federación Comunista Catalano-Balear, el Bloque Obrero y Campesino (BOC) y del Partido Obrero de Unificación Marxista (POUM).

## Biografía

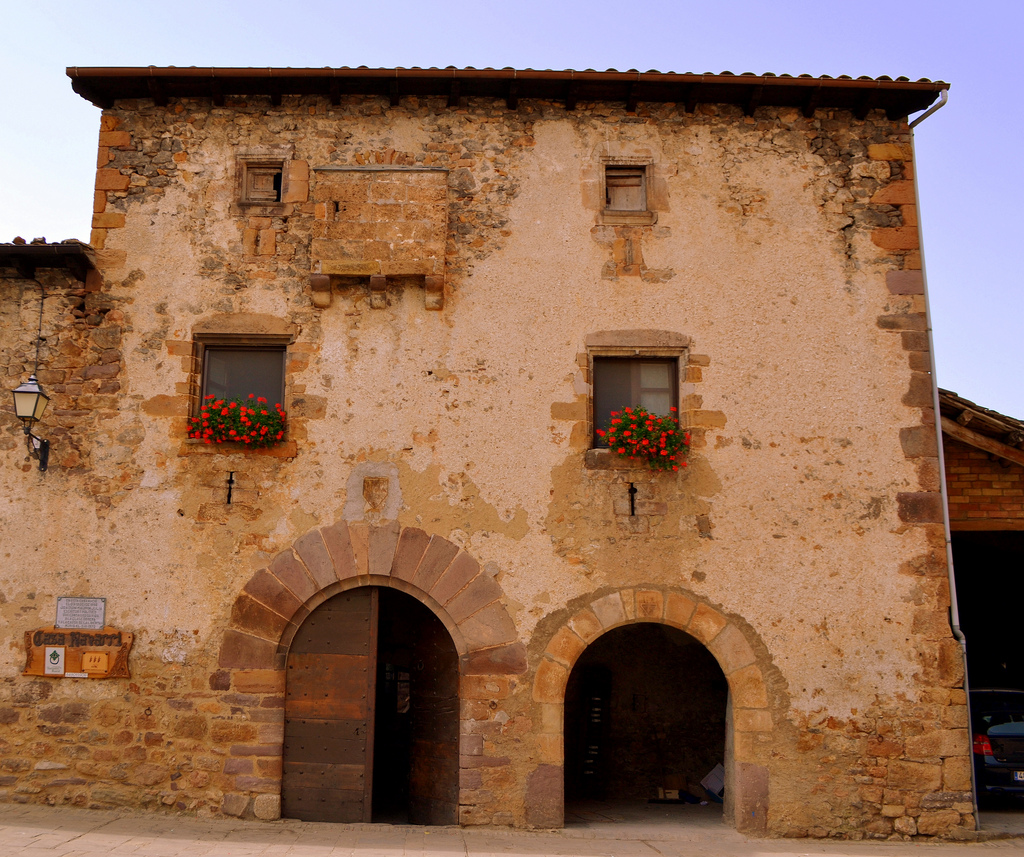
Casa natal de Maurín en Bonansa (Huesca)

A los 17 años fundó el periódico El Talión. Estudió magisterio en Huesca y ejerció como maestro en Lérida a partir de 1914, afiliándose a la Confederación Nacional del Trabajo (CNT). Fue miembro del comité de la Juventud Republicana de Lérida al menos hasta 1919, cuando tuvo que abandonar la ciudad para hacer el servicio militar. En esa ocasión, Antoni Puch i Ferrer, director del diario El Ideal, en el que Maurín ya había escrito, le dedicó una semblanza.
En 1920 fue elegido secretario general de la CNT de Lérida y funda junto a Víctor Colomer el semanario Lucha Social, siendo su director. En 1921 fue enviado como parte de la delegación de la CNT al congreso fundacional de la Internacional Sindical Roja en Moscú. Tras regresar de la Unión Soviética en octubre de 1921, fue elegido secretario general de la CNT, cargo que ocupó hasta su detención en febrero de 1922. A partir de ese año fue uno de los organizadores de los Comités Sindicalistas Revolucionarios (CSR), como corriente bolchevique dentro de la CNT. Como parte de esa corriente, fundó el semanario La Batalla en diciembre de 1922.
A principios de 1924 ingresó junto al grupo de La Batalla en el Partido Comunista de España (PCE), encargándose de la organización de la Federación Comunista Catalano-Balear (FCCB). La dictadura del general Miguel Primo de Rivera lo encarceló en enero de 1925, permaneciendo en la cárcel hasta octubre de 1927. A su salida de prisión se exilió en París al igual que otros dirigentes del PCE, allí se casó Jeanne Souvarine, hija de emigrantes rusos procedentes de Kiev, a la que había conocido en su segundo viaje a Moscú. Por cierto que esto lo convirtió en cuñado de Boris Souvarine, uno de los fundadores del Partido Comunista Francés. En 1928 nacería en París su único hijo, Mario. 
La pareja regresó a Barcelona en 1930. En los meses previos a la proclamación de la II República Maurín consiguió volver a editar La Batalla y, opuesto a la política estalinista del PCE, la FCCB que dirigía se escindió del Partido.
El 1 de marzo de 1931, la FCCB se fusionó con el Partit Comunista Català, naciendo el Bloque Obrero y Campesino (BOC; en catalán, Bloc Obrer i Camperol), del que Maurín fue elegido secretario general. El nuevo partido creció de forma notable durante los dos años siguientes, convirtiéndose en el primer partido obrero de Cataluña. Detenido en febrero de 1932, fue liberado por orden judicial, pero permaneció en prisión por orden gubernativa.
Durante la Revolución de octubre de 1934 promovió la creación de las Alianzas Obreras, las cuales se mostraron efectivas en la unidad de todas las organizaciones obreras en Asturias. Tras la derrota de la Revolución, el BOC se unificó con la Izquierda Comunista (hasta ese momento la organización trotskista española) de Andrés Nin en septiembre de 1935, dando lugar al Partido Obrero de Unificación Marxista (POUM), del que Maurín fue elegido secretario general.
El POUM firmó el pacto del Frente Popular y Maurín fue elegido diputado en las elecciones del 16 de febrero de 1936.
Al producirse el golpe de Estado de julio de 1936, que inició la Guerra Civil, se encontraba en Galicia, zona donde triunfó la sublevación. Rápidamente intentó pasar a la zona republicana a través de Aragón, pero fue detenido en Jaca y encarcelado por los sublevados. Encarcelado en Salamanca, se le asignó un nombre falso (Máximo Uriarte). Pasó toda la Guerra Civil en prisión y no fue juzgado hasta 1944. Fue condenado por un consejo de guerra a 30 años de prisión, aunque fue indultado en diciembre de 1946 gracias a la intercesión de su excompañero Óscar Pérez Solís. Se exilió en Nueva York, junto a su esposa y su hijo, creando American Literary Agency, una agencia de prensa  con la que colaborarían a lo largo de los años, los más destacados miembros del exiliio español, de Salvador de Madariaga a Ramón J Sénder, pasando por Víctor Alba o Alejandro Casona. Desde esta nueva posición, colaboró también con la revista Cuadernos, creada en 1953 por el Congreso por la Libertad de la Cultura y enfocada al público lationamericano. Maurín pasó los últimos treinta años de su vida dedicándose al periodismo y a la escritura y no se planteó regresar a Europa: su hijo Mario se casó con una estadounidense y echó raíces allí. Tras enfermar en abril de 1973, fue operado en julio de ese año de un tumor cerebral. Todo parecía ir bien y fue dado de alta el 10 de octubre, para fallecer, de manera esta vez repentina, en su casa de Nueva York el  5 de noviembre de ese mismo año.Sus cenizas fueron depositadas en el jardín de la casa de su hijo en Pensilvania, hasta que fueron trasladados en 1981 a su localidad natal

## Obras
- Hacia la segunda revolución. Introducción de Andy Durgan. Editorial El Perro Malo y Fundación Andreu Nin, 2023.